# Wiener Straße (Österreich)
Die Wiener Straße B 1 ist eine Hauptstraße B in Wien und eine Landesstraße B in Niederösterreich, Oberösterreich und Salzburg. Insgesamt umfasst sie 326 km. Bis 2002 war sie eine Bundesstraße – daher das B vor der Straßennummer –, die k.k. Reichsstraßen zu Vorläufern hat.
Sie durchquert das Land in Ost-West-Richtung, führt von Wien, Urania, über St. Pölten und Linz nach Salzburg und endet bei der Staatsgrenze zu Deutschland am Walserberg. Parallel zu ihr läuft über weite Strecken die später errichtete Westautobahn A 1.
Von der B 1 zweigen die B 1a (Wiener Straße Abzweigung St. Pölten) und die B 1b (Wiener Straße Abzweigung Linz) ab. Der Verlauf der B 1 von Wien nach Linz entspricht etwa dem Verlauf der römischen Reichsstraße hinter dem Donaulimes.
Der Begriff Wiener Straße wird überdies in vielen Orten als Name für nach Wien führende Straßen verwendet, auch in anderen Sprachen (z. B. Dunajska Cesta in Laibach, Strada per Vienna in Triest, Viedenská cesta in Pressburg und Vídeňská in Brünn).

## Straßenverlauf
Als ehemalige Hauptverkehrsader verbindet die B 1 viele wichtige Städte zwischen Wien und Salzburg. Im Lauf der Zeit wurden um Städte wie St. Pölten, Melk, Amstetten, Enns, Traun, Wels, Schwanenstadt, Vöcklabruck, Salzburg usw. Umfahrungen errichtet, die mittlerweile ebenso von Gebäuden umgeben sind. Der alte Straßenverlauf über die Hauptplätze lässt sich aber immer noch gut erahnen.

### Straßenverlauf innerhalb Wiens
Fast auf dem ganzen Verlauf der B 1 in Wien markiert die Straße bzw. der von ihren Richtungsfahrbahnen eingefasste Wienfluss die Grenzen zwischen den Wiener Gemeindebezirken 13 und 14, 12 und 15 sowie 4/5 und 6.
Westausfahrt
 Vordere Zollamtsstraße (Abzweigung B 8, B 227) – Am Stadtpark – Am Heumarkt – Johannesgasse – Lothringerstraße – Karlsplatz – Friedrichstraße – Linke Wienzeile (Kreuzung mit Wiener Gürtel Straße B 221, Abzweigung B 224) – Hadikgasse – Wientalstraße – Hauptstraße (Einmündung B 223)
Westeinfahrt
 Hauptstraße – Wientalstraße (Ausfahrt A 1) – Hackinger Kai – Hietzinger Kai – Schönbrunner Schlossstraße (Abzweigung B 224) – Schönbrunner Straße (Kreuzung mit Wiener Gürtel Straße B 221)  – Redergasse – Rechte Wienzeile – Hamburgerstraße – Rechte Wienzeile – Friedrichstraße – Karlsplatz – Lothringerstraße – Johannesgasse – Am Heumarkt – Am Stadtpark – Vordere Zollamtsstraße (B 8, B 227)

### Straßenverlauf in Niederösterreich
Vom Wiental kommend, überquert die B 1 den Riederberg (Wienerwald), streift das Tullnerfeld und biegt sofort in das Perschlingtal ein. Nach dem Traisenübergang in St. Pölten führt sie im Pielachtal nach Melk und weiter über Amstetten und die Strengberge ins Ennstal, wo sie in Enns nach Oberösterreich führt.

### Straßenverlauf in Oberösterreich
Über Enns aus Niederösterreich kommend, führt die B 1 nach Linz, von wo sie als B 1b ins Stadtzentrum führt und als Verlängerung der Landstraße und über den Hauptplatz bis zur Nibelungenbrücke weist. Aus Linz verläuft die B 1 im Trauntal über Traun und Wels bis nach Vöcklabruck ins Tal der Ager und gelangt im Tal der Vöckla und über die südlichen Ausläufer des Kobernaußerwaldes nach Straßwalchen in Salzburg.

### Straßenverlauf in Salzburg
Über Straßwalchen aus Oberösterreich kommend, führt die B 1 südlich am Wallersee vorbei in die Stadt Salzburg, durchquert das Stadtgebiet und endet in der Gemeinde Wals-Siezenheim am Walserberg. Im Stadtgebiet heißt sie Linzer Bundesstraße. Das historische Zentrum der Stadt Salzburg wird nördlich umfahren. Historisch verlief die B 1 längs der heutigen Schallmooser Hauptstraße, die früher Linzer Straße hieß, und überquerte mit der Staatsbrücke die Salzach.

## Bedeutung
Nach dem Ausbau der Westautobahn hat die B 1 nur mehr regionale Bedeutung, weshalb sie in vielen Ortschaften auch rückgebaut wurde oder großzügig mit Geschwindigkeitsbeschränkungen versehen ist. Auch wenn die B 1 besonders im Großraum Linz stark frequentiert ist, handelt es sich dabei weitgehend um Quell- und Zielverkehr und nicht um Transitverkehr.
Für nicht-autobahnfähigen Verkehr, also Fahrrad, Moped und Fuhrwerk ist die B1 nach wie vor die Fernstraße. Kfz bis 3,5 t zG ohne Autobahnvignette (seit 1997) und schwerere Lkw, die der Autobahnkilometermaut (seit 2004) entgehen wollen, können hierher ausweichen, sofern es Lkw-Fahrverbote nicht lokal verbieten.
Es gibt weitere Gründe die Autobahn zu meiden oder zu verlassen:  
- Um ohne Lärmschutzwände mehr Landschaft sehen zu können.
- Um durch die Ortszentren zu kommen, um Geschäfte und Gastronomie aufzusuchen.
- Um Treibstoff deutlich billiger zu tanken.

## Geschichte

### Vorläufer
Der Begriff Wiener (Reichs-)Straße wurde in der westlichen Reichshälfte Österreich-Ungarns und in der Ersten Republik für vom Gesamtstaat erhaltene überregionale, nach Wien führende Straßen verwendet. In der Gegenrichtung wurden diese Straßen nach ihren regionalen Zielen bezeichnet. So wurde die 175 km lange Straße zwischen Wien und Linz in Niederösterreich Linzer Reichsstraße (heute Linzer Straße) genannt, in Oberösterreich hingegen als Wiener Reichsstraße (heute Wiener Straße) bezeichnet.
Analog wurde die 120 km lange Straße zwischen Linz und Salzburg in Oberösterreich als Salzburger Reichsstraße (heute Wiener Straße, nächst Linz und im Westen aber Salzburger Bundesstraße) genannt, in Salzburg hingegen Linzer Reichsstraße (heute Wiener Straße, nächst der Stadt Salzburg aber Linzer Bundesstraße bzw. Innsbrucker Bundesstraße). Die ehemaligen Reichsstraßen auf dem Gebiet der 1918 gegründeten Republik wurden seit 1921 als Bundesstraßen bezeichnet.
Nach dem so genannten Anschluss an das Deutsche Reich 1938 wurden diese Straßen im Zuge der Vereinheitlichung des Straßensystems am 1. April 1940 wieder in Reichsstraßen umgewandelt. Die Strecke von Passau über Linz nach Wien wurde Teil der deutschen Reichsstraße 8, die Strecke zwischen Linz und Salzburg wurde Teil der deutschen Reichsstraße 31.
2002 wurden alle ehemaligen Bundesstraßen in Landesverwaltung übergeben, und das „Bundes-“ aus dem Namen entfernt. In Salzburg trägt sie auch heute trotz den Umbenennungen zur Klasse innerhalb des Stadtgebietes die Straßennamen Linzer und Innsbrucker Bundesstraße, da Adressen nicht zwingend mit den überregionalen Routenbezeichnungen zusammenhängen.

### Wiener Straße (1948–1971)
1948 bis 1971 wurde die 634 km lange Straße zwischen Wien und Bregenz, die Österreich fast zur Gänze durchquert, durchgehend als B 1 Wiener Straße bezeichnet. Sie führte zwischen der Stadt Salzburg und Lofer als Transitstrecke über bundesdeutsches Gebiet (Kleines Deutsches Eck).

### Wiener Straße (seit 1971)
Seit 1971 wird nur noch die 326 km lange Strecke zwischen Wien und Salzburg als Wiener Straße bezeichnet. Von ihr zweigen zahlreiche andere damalige Bundesstraßen ab: unter anderen B 44 (Purkersdorf), B 20 (St. Pölten), B 3a und B 33 (Melk), B 25 (Sarling), B 119, 121 und 121a (Amstetten), B 123a (St. Valentin), B 123 und 337 (Enns), B 139 (Traun), A 7 (Linz), B 137 und 138 (Wels), B 144 (Lambach), B 143 und 145 (Vöcklabruck), B 151 (Timelkam), B 147 und 154 (Straßwalchen) sowie B 150, 155, 156 und 158 (Salzburg).
Die übrigen Teilstrecken der ehemaligen Wiener Straße tragen seither folgende Namen:
- Die Loferer Straße sollte gemäß Bundesstraßengesetz von 1971 durch eine Schnellstraße (S 12) ersetzt werden. Diese Schnellstraße wurde jedoch nicht gebaut, deshalb wird die Loferer Straße seit 1999 als B 178 bezeichnet.
- Die Tiroler Straße B 171 übernahm die im Inntal gelegenen Teilstrecken der ehemaligen Wiener Straße zwischen Wörgl und Landeck.
- Die Arlbergschnellstraße S 16 ersetzte die Arlbergstraße.
- Die Vorarlberger Straße L 190 übernahm die in Vorarlberg gelegenen Teilstrecken der ehemaligen Wiener Straße zwischen Bludenz und Bregenz.

Mit 1. April 2002 erfolgte durch eine Gesetzesänderung die Übertragung aller Bundesstraßen B in das Eigentum der betreffenden Bundesländer.

### Ausbau (Chronologie, Auswahl)
- Im oder nach dem Zweiten Weltkrieg[6] wurde von Linz bis Wels auf 30 km Länge ein die Straße begleitender, durch einen Grünstreifen getrennter Geh- und Radweg errichtet, wie die Fahrbahn der Bundesstraße in Betonplattenbauweise. In Linz mitunter beidseitig, ab der Trauner Kreuzung nur an der Nordwestseite. Durch das wiederholte Aufschichten von Fahrbahnunterbau und -belag stieg das Niveau der Fahrbahn gegenüber dem (einseitigen) Geh-Rad-Weg zwischen Trauner Kreuzung und Marchtrenk auf fast  1 m Höhe an, mit dem Negativeffekt, dass Radfahrer Richtung Linz, links der Fahrbahn fahrend, bei Dunkelheit an den Augen oft vom asymmetrischen Abblendlicht mehrerer Kfz zugleich erfasst und geblendet werden. In den 1960er Jahren, als der Radverkehr weniger Beachtung fand und zurückging, wurde die B 1 zwischen Marchtrenk und Wels (10 km Strecke) zu getrennten Richtungsfahrbahnen mit je zwei Fahrspuren ausgebaut und der Radweg dabei eliminiert. Eine nahe liegende, umwegfreie Begleitroute existiert dort bis heute nicht. An der B1 wurden zugleich Lärmschutzwände errichtet, die die Bedingungen für Radverkehr hier verschlechtern, da sie die Aussicht und die Querdurchlüftung reduzieren, und lokal den Lärmpegel erhöhen.
- Um 1967 wurde die Wiener Westausfahrt über die dazu verlängerte Hadikgasse westlich des Bahnhofs Wien Hütteldorf mit der als Hochstraße verlaufenden Nikolaibrücke über den Wienfluss zur Wientalstraße gebaut. Vorher verlief die Ausfahrt über die (stadtauswärts in die Hauptstraße mündende) Linzer Straße. In den folgenden Jahren war hier die Anbindung der Flötzersteig-„Autobahn“ (B 223) geplant.
- In Wien wurden in den 1960er und 1970er Jahren auf dem zentral gelegenen Karlsplatz, den die B 1 quert, im Zuge des U-Bahn-Baues die Fahrbahnen erweitert und komplett neu trassiert.
- Am 1. Juli 2006 wurde die Ennser Nordumfahrung eröffnet.

## Trivia
Der höchste Punkt (628 m) befindet sich knapp östlich der oberösterreich-salzburgischen Landesgrenze (Rathberg). Serpentinen gibt es nur auf der Westrampe des 384 m hohen Riederberges in Niederösterreich. Zwischen Linz und Traun sowie zwischen Marchtrenk und Wels ist die B 1 vierspurig ausgebaut. In Straßwalchen führt der bevorrangte Straßenzug von der B 1 aus Richtung Salzburg in die Braunauer Straße B 147 – um der B 1 zu folgen, muss man von der Vorrangstraße weg abbiegen. Die Umfahrung Schwanenstadt ist als kreuzungsfreie Autostraße ausgebaut. Der längste Tunnel (2,1 km) ist die Umfahrung in Henndorf am Wallersee.
Die im östlichen Teil von Strengberg nach Westen kurvenreich bergauf führende B 1 war (bevor um 1965/70 die A 1 auch hier fertiggestellt wurde) eine Stelle mit hohen Unfallzahlen, die daher mit großen weißen Warntafeln mit schwarzem Totenkopf beschildert war.